# Robin Rajcic
Robin Josip Rajčić (* 17. Dezember 1999 in München) ist ein ehemaliger deutsch-kroatischer Basketballspieler.

## Spielerlaufbahn
Robin Rajčić, der seine ersten Basketballschritte beim FC Bayern München (2010/11) in seiner Heimatstadt machte, durchlief die Nachwuchsabteilung des Vereins. Als Jugendspieler gewann er 2017 mit der Nachwuchsmannschaft des FC Bayern in der Nachwuchs-Basketball-Bundesliga (NBBL) die deutsche U19-Meisterschaft. In der Saison 2017/18 stand er beim Team Ehingen Urspring in die 2. Bundesliga ProA unter Vertrag, kam jedoch nicht zum Einsatz.
In der Saison 2018/19 spielte Rajčić in Kroatien in der Premijer Liga bei GKK Šibenik. Rajčić spielte zuletzt im April 2019 für Šibenik.